# Echipa națională de fotbal a Sloveniei
Echipa națională de fotbal a Sloveniei este echipa națională ce reprezintă Slovenia, fiind controlată de Asociația de Fotbal a Sloveniei. Primul meci jucat a fost în 1992, după divizarea Republicii Socialiste Federative Iugoslavia în 1991. Înainte de obținerea independenței, jucătorii sloveni jucau  pentru echipa națională de fotbal a Iugoslaviei. 

## Istoria competițională

### Campionatul European
| 1996  | Nu s-a calificat | Nu s-a calificat | Nu s-a calificat | Nu s-a calificat | Nu s-a calificat | Nu s-a calificat | Nu s-a calificat | Nu s-a calificat | Nu s-a calificat | Nu s-a calificat | Nu s-a calificat |
| 2000  | Faza grupelor    | 13               | 3                | 0                | 2                | 1                | 4                | 5                |                  |                  |                  |
| 2004  | Nu s-a calificat | Nu s-a calificat | Nu s-a calificat | Nu s-a calificat | Nu s-a calificat | Nu s-a calificat | Nu s-a calificat | Nu s-a calificat | Nu s-a calificat | Nu s-a calificat | Nu s-a calificat |
| 2008  | Nu s-a calificat | Nu s-a calificat | Nu s-a calificat | Nu s-a calificat | Nu s-a calificat | Nu s-a calificat | Nu s-a calificat | Nu s-a calificat | Nu s-a calificat | Nu s-a calificat | Nu s-a calificat |
| 2012  | Nu s-a calificat | Nu s-a calificat | Nu s-a calificat | Nu s-a calificat | Nu s-a calificat | Nu s-a calificat | Nu s-a calificat | Nu s-a calificat | Nu s-a calificat | Nu s-a calificat | Nu s-a calificat |
| 2016  | Nu s-a calificat | Nu s-a calificat | Nu s-a calificat | Nu s-a calificat | Nu s-a calificat | Nu s-a calificat | Nu s-a calificat | Nu s-a calificat | Nu s-a calificat | Nu s-a calificat | Nu s-a calificat |
| 2020  | Nu s-a calificat | Nu s-a calificat | Nu s-a calificat | Nu s-a calificat | Nu s-a calificat | Nu s-a calificat | Nu s-a calificat | Nu s-a calificat | Nu s-a calificat | Nu s-a calificat | Nu s-a calificat |
| 2024  | Optimi           |                  | 4                | 0                | 4                | 0                | 2                | 2                |                  |                  |                  |
| Total | 2/8              |                  | 7                | 0                | 6                | 1                | 6                | 7                |                  |                  |                  |

### Campionatul Mondial
| 1994  | Nu a participat  | Nu a participat  | Nu a participat  | Nu a participat  | Nu a participat  | Nu a participat  | Nu a participat  | Nu a participat  | Nu a participat  | Nu a participat  | Nu a participat  |
| 1998  | Nu s-a calificat | Nu s-a calificat | Nu s-a calificat | Nu s-a calificat | Nu s-a calificat | Nu s-a calificat | Nu s-a calificat | Nu s-a calificat | Nu s-a calificat | Nu s-a calificat | Nu s-a calificat |
| 2002  | Faza Grupelor    | 30               | 3                | 0                | 0                | 3                | 2                | 7                |                  |                  |                  |
| 2006  | Nu s-a calificat | Nu s-a calificat | Nu s-a calificat | Nu s-a calificat | Nu s-a calificat | Nu s-a calificat | Nu s-a calificat | Nu s-a calificat | Nu s-a calificat | Nu s-a calificat | Nu s-a calificat |
| 2010  | Faza Grupelor    | 18               | 3                | 1                | 1                | 1                | 3                | 3                |                  |                  |                  |
| 2014  | Nu s-a calificat | Nu s-a calificat | Nu s-a calificat | Nu s-a calificat | Nu s-a calificat | Nu s-a calificat | Nu s-a calificat | Nu s-a calificat | Nu s-a calificat | Nu s-a calificat | Nu s-a calificat |
| 2018  | Nu s-a calificat | Nu s-a calificat | Nu s-a calificat | Nu s-a calificat | Nu s-a calificat | Nu s-a calificat | Nu s-a calificat | Nu s-a calificat | Nu s-a calificat | Nu s-a calificat | Nu s-a calificat |
| 2022  | Nu s-a calificat | Nu s-a calificat | Nu s-a calificat | Nu s-a calificat | Nu s-a calificat | Nu s-a calificat | Nu s-a calificat | Nu s-a calificat | Nu s-a calificat | Nu s-a calificat | Nu s-a calificat |
| Total | 2/7              |                  | 6                | 1                | 1                | 4                | 5                | 10               |                  |                  |                  |

## Lotul actual
Următorii 26 de jucători au fost incluși în lotul echipei pentru a disputa Campionatul European de Fotbal 2024.

Selecțiile și golurile sunt actualizate la 8 iunie 2024.
| Nr. | Poz. | Jucător              | Data nașterii (vârsta)         | Selecții | Goluri | Club               |
| --- | ---- | -------------------- | ------------------------------ | -------- | ------ | ------------------ |
| 1   | P    | Jan Oblak (căpitan)  | 7 ianuarie 1993 (32 de ani)    | 65       | 0      | Atlético Madrid    |
| 12  | P    | Vid Belec            | 6 iunie 1990 (34 de ani)       | 21       | 0      | APOEL              |
| 16  | P    | Igor Vekić           | 6 mai 1998 (26 de ani)         | 1        | 0      | Vejle              |
|     |      |                      |                                |          |        |                    |
| 2   | F    | Žan Karničnik        | 18 septembrie 1994 (30 de ani) | 28       | 1      | Celje              |
| 3   | F    | Jure Balkovec        | 9 septembrie 1994 (30 de ani)  | 33       | 0      | Alanyaspor         |
| 4   | F    | Miha Blažič          | 8 mai 1993 (31 de ani)         | 32       | 0      | Lech Poznań        |
| 6   | F    | Jaka Bijol           | 5 februarie 1999 (26 de ani)   | 49       | 1      | Udinese            |
| 13  | F    | Erik Janža           | 21 iunie 1993 (31 de ani)      | 10       | 2      | Górnik Zabrze      |
| 20  | F    | Petar Stojanović     | 7 octombrie 1995 (29 de ani)   | 53       | 2      | Sampdoria          |
| 21  | F    | Vanja Drkušić        | 30 octombrie 1999 (25 de ani)  | 7        | 0      | Sochi              |
| 23  | F    | David Brekalo        | 3 decembrie 1998 (26 de ani)   | 13       | 1      | Orlando City       |
|     |      |                      |                                |          |        |                    |
| 5   | M    | Jon Gorenc Stanković | 14 ianuarie 1996 (29 de ani)   | 24       | 1      | Sturm Graz         |
| 7   | M    | Benjamin Verbič      | 27 noiembrie 1993 (31 de ani)  | 58       | 6      | Panathinaikos      |
| 8   | M    | Sandi Lovrić         | 28 martie 1998 (26 de ani)     | 35       | 4      | Udinese            |
| 10  | M    | Timi Max Elšnik      | 29 aprilie 1998 (26 de ani)    | 15       | 1      | Olimpija Ljubljana |
| 14  | M    | Jasmin Kurtić        | 10 ianuarie 1989 (36 de ani)   | 91       | 2      | Südtirol           |
| 15  | M    | Tomi Horvat          | 24 martie 1999 (26 de ani)     | 7        | 0      | Sturm Graz         |
| 22  | M    | Adam Gnezda Čerin    | 16 iulie 1999 (25 de ani)      | 31       | 4      | Panathinaikos      |
| 24  | M    | Nino Žugelj          | 23 mai 2000 (24 de ani)        | 1        | 0      | Bodø/Glimt         |
| 25  | M    | Adrian Zeljković     | 19 august 2002 (22 de ani)     | 1        | 0      | Spartak Trnava     |
| 26  | M    | Josip Iličić         | 29 ianuarie 1988 (37 de ani)   | 81       | 17     | Maribor            |
|     |      |                      |                                |          |        |                    |
| 9   | A    | Andraž Šporar        | 27 februarie 1994 (31 de ani)  | 53       | 12     | Panathinaikos      |
| 11  | A    | Benjamin Šeško       | 31 mai 2003 (21 de ani)        | 29       | 11     | RB Leipzig         |
| 17  | A    | Jan Mlakar           | 23 octombrie 1998 (26 de ani)  | 17       | 3      | Pisa               |
| 18  | A    | Žan Vipotnik         | 18 martie 2002 (23 de ani)     | 9        | 2      | Bordeaux           |
| 19  | A    | Žan Celar            | 14 martie 1999 (26 de ani)     | 10       | 0      | Lugano             |

## Statistici

### Cele mai multe selecții
La 8 iunie 2024.
| #  | Jucător            | Selecții | Goluri | Perioadă     |
| -- | ------------------ | -------- | ------ | ------------ |
| 1  | Boštjan Cesar      | 101      | 10     | 2003–2018    |
| 2  | Bojan Jokić        | 100      | 1      | 2006–2019    |
| 3  | Jasmin Kurtić      | 91       | 2      | 2012–prezent |
| 4  | Valter Birsa       | 90       | 7      | 2006–2018    |
| 5  | Samir Handanović   | 81       | 0      | 2004–2015    |
| 5  | Josip Iličić       | 81       | 17     | 2010–2021    |
| 7  | Milivoje Novaković | 80       | 32     | 2006–2017    |
| 7  | Zlatko Zahovič     | 80       | 35     | 1992–2004    |
| 9  | Mišo Brečko        | 77       | 0      | 2004–2015    |
| 10 | Milenko Ačimovič   | 74       | 13     | 1998–2007    |
| 10 | Aleš Čeh           | 74       | 1      | 1992–2002    |

### Golgheteri
| #  | Jucător            | Goluri | Selecții | Medie | Perioadă     |
| -- | ------------------ | ------ | -------- | ----- | ------------ |
| 1  | Zlatko Zahovič     | 35     | 80       | 0.44  | 1992–2004    |
| 2  | Milivoje Novaković | 32     | 80       | 0.4   | 2006–2017    |
| 3  | Josip Iličić       | 17     | 81       | 0.21  | 2010–2021    |
| 4  | Sašo Udovič        | 16     | 42       | 0.38  | 1993–2000    |
| 5  | Ermin Šiljak       | 14     | 48       | 0.29  | 1994–2005    |
| 6  | Milenko Ačimovič   | 13     | 74       | 0.18  | 1998–2007    |
| 7  | Andraž Šporar      | 12     | 53       | 0.23  | 2016–prezent |
| 8  | Benjamin Šeško     | 11     | 29       | 0.38  | 2021–prezent |
| 8  | Tim Matavž         | 11     | 39       | 0.28  | 2010–2020    |
| 10 | Primož Gliha       | 10     | 28       | 0.36  | 1992–1998    |
| 10 | Boštjan Cesar      | 10     | 101      | 0.1   | 2003–2018    |

### Antrenori
| Nume               | Carieră     | Meciuri jucate | Victorii | Egaluri | Înfrângeri | Victorii % | Egaluri % | Înfrângeri % | Palmares                             |
| ------------------ | ----------- | -------------- | -------- | ------- | ---------- | ---------- | --------- | ------------ | ------------------------------------ |
| Bojan Prašnikar    | 1991 - 1993 | 4              | 1        | 2       | 1          | 25.00      | 50.00     | 25.00        |                                      |
| Zdenko Verdenik    | 1994 - 1997 | 32             | 10       | 8       | 14         | 31.25      | 25.00     | 43.75        |                                      |
| Bojan Prašnikar    | 1998        | 5              | 1        | 1       | 3          | 20.00      | 20.00     | 60.00        |                                      |
| Srečko Katanec     | 1998 - 2002 | 47             | 18       | 16      | 13         | 38.30      | 34.00     | 27.70        | Euro 2000; Cupa Mondială 2002        |
| Bojan Prašnikar    | 2002 - 2004 | 16             | 6        | 3       | 7          | 37.50      | 18.75     | 43.75        | Euro 2004, play-offuri de calificare |
| Branko Oblak       | 2004 - 2006 | 23             | 6        | 7       | 10         | 26.10      | 30.40     | 43.50        |                                      |
| Matjaž Kek         | 2007–2011   | 49             | 20       | 9       | 20         | 40.82      | 18.37     | 40.82        | 2010 World Cup                       |
| Slaviša Stojanovič | 2011–2012   | 9              | 2        | 2       | 5          | 22.22      | 22.22     | 55.56        |                                      |
| Srečko Katanec     | 2013–2017   | 42             | 16       | 7       | 19         | 38.10      | 16.66     | 45.23        | 2016 Euro Qualifying Play-offs       |
| Tomaž Kavčič       | 2017–2018   | 7              | 1        | 1       | 5          | 14.29      | 14.29     | 71.43        | —                                    |
| Igor Benedejčič    | 2018        | 2              | 0        | 2       | 0          | 0          | 100       | 0            | —                                    |
| Matjaž Kek         | 2018–       | 55             | 27       | 16      | 12         | 49.09      | 29.09     | 21.82        | —                                    |